# Дерзкий Лос-Анджелес
Дерзкий Лос-Анджелес (англ. The L.A. Complex) — канадский сериал, который транслировали CTV и MuchMusic. Премьера состоялась 10 января 2012 года на MuchMusic. Премьера в США состоялась 24 апреля 2012 года на The CW. 22 марта 2012 года Bell Media анонсировали ещё 13 эпизодов сериала. После выхода этих серий съёмки сериала были прекращены.

## Сюжет
Эбби Варгас — молодая наивная девушка из Канады, которая недавно переехала в Лос-Анджелесе, но уже отчаялась после того, как ей пришлось покинуть съёмную квартиру из-за нехватки денег. Эбби приходится поселиться в голливудском отеле «Люкс», который славится дешёвым обслуживанием, и служит пристанищем несостоявшихся звёзд Лос-Анджелеса. Там она встречает группу единомышленников, приезжих мечтателей из маленьких городков Канады, которые отправились в США, чтобы сбежать от скуки их маленьких городков. Друг Эбби, Ник, начинающий комик, работающий в кафешке, который ищет возможность продемонстрировать своё мастерство, несмотря на полное отсутствие таланта. Тарик — второй друг, обитающий в Лос-Анджелесе целый год, стажируется в модной студии записи. Коннор — молодой парень из Австралии, который получил главную роль в американском медицинском сериале, ожидает его выход в эфир. Алиша — танцовщица, которая ищет постоянную работу, а пока подрабатывает танцовщицей в местном клубе. Ракель — актриса со сложным характером, которая ищет новую работу после неудачного дебюта на телевидении.

## Актеры и персонажи
| - Кэсси Стил — Эбби Варгас - Джонатан Вуд — Коннор Лейк - Джо Диникол — Ник Вагнер - Челан Симмонс — Алиша Лоу - Бенжамин Чарльз Уотсон — Тарик Мухаммад - Джуэл Стэйт — Ракель Уэстбрук - Андра Фуллер — Колдрик Кинг | - Аарон Абрамс — Рики Ллойд - Кейт Тодд — Кэти - Эннис Эсмер — Эдди Демир - Дайо Эд — Династи - Кристофер Тернер — Камерон Логан - Джордан Джонсон-Хиндс — Кевин Райнер - Криста Аллен — Дженифер Белл - Алан Тик — Дональд Галлахер | - Пол Ф. Томпкинс — в роли самого себя - Мэри Линн Райскаб — в роли самой себя |  |

## Съёмки
Материнская компания CTV, Bell Media, анонсировала шесть эпизодов в августе 2011 года. Съёмки, которые проходили, как в Торонто, так и в Лос-Анджелесе, закончились в конце лета 2011 года. За несколько часов до премьеры Bell Media заявили, что сериал будет показан по The CW в США весной Из-за низкого рейтинга, The CW не продлила сериал на второй сезон. 22 марта 2012 года Bell Media анонсировала показ оставшихся 13 эпизодов первого сезона.

## Рейтинг
- Премьера сериала состоялась 10 января 2012 года в Канаде. На CTV шоу посмотрели 351,000 зрителей, на телеканале MuchMusic — 60,000 зрителей[6].
- 2 эпизод, который показали 17 января 2012 года по MuchMusic, посмотрели 87,000 зрителей[7].
- 3 эпизод, который вышел 24 января 2012 года на MuchMusic, посмотрели 40,000 зрителей[8].
- 4 эпизод, который вышел 31 января 2012 года на MuchMusic, посмотрели 44,000 зрителей[9].
- 5 эпизод, который вышел 7 февраля 2012 года на MuchMusic, посмотрели 16,000 зрителей[10].
- 6 эпизод, который вышел 14 февраля 2012 года на MuchMusic, посмотрели 22,000 зрителей[11].

## Зарубежная трансляция
- В США, первый сезон вышел на The CW[12].
- В Австралии сериал транслировался на телеканале Eleven.